# Mestna avtobusna linija št. 21 (Maribor)
Mestna avtobusna linija številka 21 AP Mlinska – Ljubljanska – E'Leclerc je ena izmed 19 avtobusnih linij javnega mestnega prometa v Mariboru. Poteka v smeri sever - jug in povezuje središče Maribora s Taborom, Spodnjimi Radvanji, Betnavo in industrijsko cono ob Tržaški cesti.

## Trasa
AP Mlinska – Ljubljanska
- smer AP Mlinska – Ljubljanska: Mlinska ulica - Partizanska cesta - Titova cesta - Ulica heroja Bračiča - Svetozarevska cesta - Ulica kneza Koclja - Glavni trg - Stari most - Trg revolucije - Dvorakova ulica - Ulica Moše Pijada - Ljubljanska ulica.
- smer Ljubljanska – AP Mlinska: Ljubljanska ulica - Trg revolucije - Stari most - Glavni trg - Ulica kneza Koclja - Svetozarevska cesta - Ulica heroja Bračiča - Titova cesta - Partizanska cesta - Mlinska ulica.

AP Mlinska – Ljubljanska – E'Leclerc
- smer AP Mlinska – Ljubljanska – E'Leclerc: Mlinska ulica - Partizanska cesta - Titova cesta - Ulica heroja Bračiča - Svetozarevska cesta - Ulica kneza Koclja - Glavni trg - Stari most - Trg revolucije - Dvorakova ulica - Ulica Moše Pijada - Ljubljanska ulica - Streliška cesta - Razvanjska cesta - Tržaška cesta.
- smer E'Leclerc – Ljubljanska – AP Mlinska: Tržaška cesta - Streliška cesta - Ljubljanska ulica - Trg revolucije - Stari most - Glavni trg - Ulica kneza Koclja - Svetozarevska cesta - Ulica heroja Bračiča - Titova cesta - Partizanska cesta - Mlinska ulica.

## Režim obratovanja
Linija obratuje vse dni v letu, tj. ob delavnikih, sobotah, nedeljah in praznikih.  Avtobusi najpogosteje vozijo ob delavniških prometnih konicah.